# Prodegeeria straeleni
Prodegeeria straeleni là một loài ruồi trong họ Tachinidae.